# Yma Sumac
Yma Sumac (n. 13 septembrie 1922, Ichocán, Cajamarca, Peru – d. 1 noiembrie 2008, Los Angeles, California, S.U.A.) a fost o cântăreață peruviană.
Este recunoscută pentru vocea sa, de un ambitus impresionant (de peste patru octave). A fost o emblemă a muzicii ușoare americane în deceniul 1950; din anii 1960 până în optzeci, aparițiile sale au fost sporadice. Muzica Ymei Sumac a trezit interesul generației tinere în anii 1990, acest fapt determinând reeditarea discografiei ei pe CD.
Numele de naștere al cântăreței este Zoila Augusta Emperatriz Chavarri del Castillo. Yma Sumac este un nume de scenă inspirat de numele mamei cântăreței; sintagma se traduce „cât de frumos!” din limba quechua. Imma, Ymma sau Ima și Sumack, Sumak sau Sumaq au fost variante ale numelui ei de scenă.

## Primii ani
Cântăreața s-a născut al șaselea copil într-o familie de indieni (în care tatăl avea în parte sânge spaniol) și a fost crescută în tradiția quechua. Familia tinerei s-a mutat în orașul Lima, iar atunci ea s-a înscris în Compania Peruana de Arte. În 1942, se va căsători cu conducătorul companiei, Moises Vivanco. Sub denumirea The Inca Taqui Trio, cei doi se stabilesc în 1946 la New York și se produc alături de verișoara cântăreței, Colita Rivero. Formația va câștiga prestigiul local în următorii ani.

## Activitate muzicală
Cariera solo a cântăreței începe în anul 1950, când ea semnează un contract cu casa de înregistrări Capitol Records. În același an este lansat primul disc al Ymei Sumac, care câștigă popularitate în scurt timp chiar și în lipsa unei campanii publicitare intense. Muzica interpretată de Sumac pentru mult timp va fi compusă sau aranjată de soțul ei, muzicianul Vivanco; se abordează folclorul muzical peruvian din prisma muzicii ușoare promovate de Hollywood în acei ani. În 1951, cântăreața debutează pe Broadway, în muzicalul Flahooley. Va participa și în calitate de actriță de film, mai întâi în pelicula Secretul incașilor (1954, r. Jerry Hopper), unde o întruchipează pe cântăreața Kori-Tica.
Yma Sumac efectuează turnee și în Europa și în cele două Americi. Totuși, interesul publicului pentru muzica ei a început să scadă la finele anilor 1950. Ca urmare, cântăreața a părăsit scena la începutul deceniului următor. Înregistrează în 1972 un ultim album cu influențe de muzică rock (la distanță de 13 ani de la apariția precedentă). În continuare, mai oferă câteva serii de concerte care sunt modest promovate: la jumătatea anilor șaptezeci, apoi în 1987, la New York și Los Angeles.
Conform allmusic, cel mai realizat album al cântăreței este discul de debut, Voice of the Xtabay (1950), iar cea mai izbutită compilație este The Sun Virgin (2006). Yma Sumac a înregistrat un singur disc live în toată cariera sa – Recital (1961), la București, în timpul unui turneu sovietic.

## Imaginea cântăreței
Personalitatea Ymei Sumac a fost una misterioasă; ținutelor neobișuite preferate de cântăreață se adaugă crearea a numeroase mituri în jurul numelui ei. Atât anul, cât și locul nașterii, nu au fost dezvăluite decât târziu – s-au propus diverși ani din deceniul 1920 și localități peruane, ba chiar și din America de Nord. Conform unui zvon, Sumac ar fi descins din familia ultimului împărat incaș, Atahualpa – proveniența mitului este numele de fată al mamei cântăreței, același cu numele împăratului. Dimpotrivă, un zvon răuvoitor vehiculat în 1951 de către ziaristul Walter Winchell susținea că Yma Sumac este în fapt numele de scenă al unei evreice din Brooklyn pe nume Amy Camus (pseudonimul fiind astfel obținut prin citirea în oglindă a presupusului nume).
Cântăreața a fost poreclită de către iubitorii muzicii ei „pasărea cântătoare din Peru” și „privighetoarea Anzilor”.

## Viața personală
Căsnicia Ymei Sumac cu Moises Vivanco a durat din 1942 până în 1957. În același an, cei doi s-au recăsătorit, dar au divorțat din nou în 1965.
Cântăreața a murit în dimineața zilei de 1 noiembrie 2008, la vârsta de 86 de ani; se afla într-un centru de îngrijire pentru vârstnici din Los Angeles. Cauza decesului a fost un cancer de colon, diagnosticat de medici la începutul anului 2008.
| Discografie Albume de studio Voice of the Xtabay (1950) Inca Taqui (1953) Legend of the Sun Virgin (1954) Mambo (1954) Legend of the Jivaro (1957) Fuego del Ande (1959) Miracles (1972) Albume live Recital (1961) Compilații The Sun Virgin (2006) | Filmografie Actriță Secretul incașilor (1954) Omar Haiam (1957) Música de siempre (1958) Las canciones unidas (1960) Mărul (1980) Coloane sonore Muzica Ymei Sumac apare în următoarele filme: Omar Haiam (1957) Bărbați înarmați (1997) Marele Lebowski (1998) Aprilie (1998) Clubul văduvelor (1998) Evadare în Texas (1999) Banditul din Dublin (2000) Confesiunile unei minți periculoase (2002) Cuscrii (2003) Recuperare (2005) Metoda austriacă (2006) Regele din California (2007) |